# Agapanthia cardui
Agapanthia cardui је врста инсекта из реда тврдокрилаца (Coleoptera) и породице стрижибуба (Cerambycidae). Сврстана је у потпородицу Lamiinae.

## Распрострањеност и станиште
Врста је распрострањена на подручју Европе, Кавказа, Русије и Казахстана. У Србији је честа врста, поготову на степским подручјима. Насељава осунчане шумске чистине.

## Опис
Тело је црно са тамним бронзаним сјајем, покривено тамномаслинастим или тамномодрим длачицама. На темену и пронотуму је светла средишња пруга, а на пронотуму и бочно светло томентиране пруге. Антене су црне, од трећег до петог чланка према основи су црнкасте длачице, а са унутрашње стране до задњих чланака су обилне црне длаке, али без чуперака. Дужина тела од 7 до 13 mm.
- глава
- длакавост и обојеност

## Биологија
Животни циклус траје годину дана, ларве се развијају у стабљикама а адулти се налазе на листовима и стабљикама биљке домаћина. Одрасле јединке се срећу од марта до јула. Често се налазе на чкаљу (Carduus), али као домаћин јављају се и друге врсте из родова Cirsium, Knautia, Centranthus и Silybum.

## Галерија
- одрасла јединка
- одрасла јединка
- парење
- одрасла јединка

## Синоними
- Cerambyx cardui Linnaeus, 1767
- Eucrius cardui (Linnaeus, 1767)
- Saperda cardui (Linnaeus, 1767)
- Segmentaria cardui (Linnaeus, 1767)